# جوک‌باکس

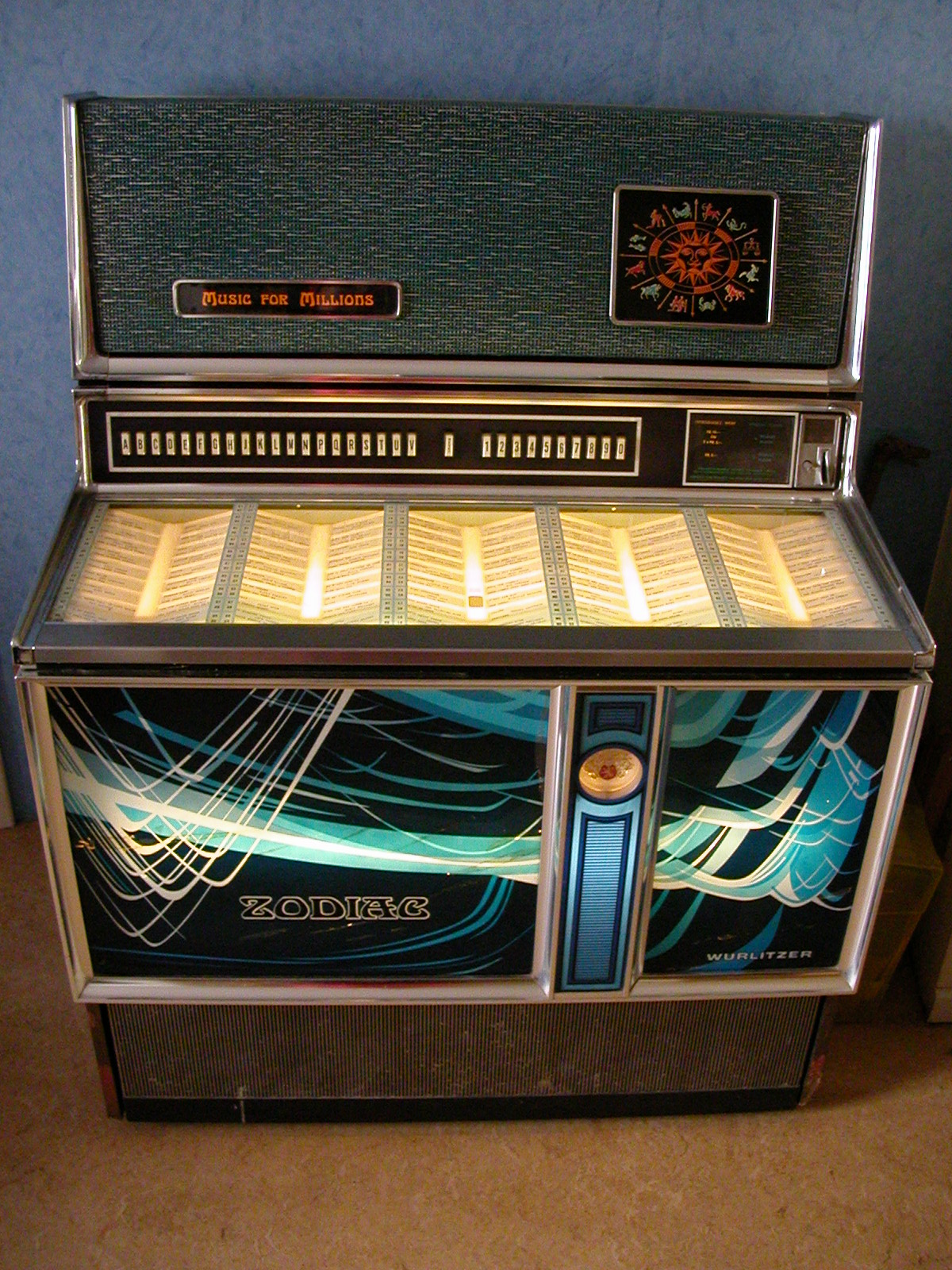
جوک‌باکس زودیاک ۳۵۰۰ (۱۹۷۱)

جوک‌باکس (به انگلیسی: Jukebox) یک دستگاه خودکار پخش موسیقی است که معمولاً با سکه کار می‌کند و موسیقی مورد نظر را از رسانه‌های موجود در جعبه اجرا می‌کند. جوک‌باکس‌های کلاسیک دارای دکمه‌هایی بود که بر روی آن‌ها لغات و اعداد قرار داشت و هنگامی که ترکیب آن‌ها زده می‌شد، یک موسیقی ویژه را اجرا می‌کردند، اما برخی دیگر ممکن است به جای آن از لوح فشرده استفاده کنند. اگرچه تاریخچه جوک‌باکس به بیش از یکصد سال پیش بازمی‌گردد، اما این جعبهٔ موسیقی در بین سال‌های ۱۹۴۰ تا ۱۹۵۰ به اوج شهرت خود رسید. در این سال‌ها، جوک‌باکس به یکی از وسایل ضروری برای رستوران‌ها و کافه‌ها در سراسر آمریکا و اروپا تبدیل گشته بود.
کلمه جوک یک واژه آفریقایی-آمریکایی کهن به معنای رقص است، که گاهی مفهوم روابط جنسی را هم در بر می‌گیرد.